# Wołczonki
Wołczonki (ros. Волчёнки) – wieś (dieriewnia) w Rosji, w obwodzie moskiewskim, w rejonie naro-fomińskim. W 2010 liczyła 1135 mieszkańców.